# 武藤正敏
武藤 正敏（むとう まさとし、1948年（昭和23年）12月18日 - ）は、日本の元外交官、評論家。
元在大韓民国特命全権大使。三菱重工業・元顧問。

## 人物
東京出身。世田谷区立祖師谷小学校、1972年に横浜国立大学を卒業し、外務省に入省。ソウル特別市の延世大学校で朝鮮語研修を受ける。1975年ハーバード大学大学院修了、修士。
キャリア官僚の中で朝鮮語を専攻した「コリア・スクール」からの初めての韓国大使で、韓国勤務が語学研修を含め5度ある韓国通であり、外務省の北東アジア課長も務めるなど、朝鮮半島情勢通として知られる。
朝鮮語ができた駐韓大使には、日本統治時代の京城帝国大学卒で1980年代初めに駐韓大使を務めた前田利一がいるが、戦後生まれでは武藤が最初であった。経歴的には本省局長級経験がないなど、通常の自由民主党政権下での人事と異なり、丹羽宇一郎駐中国大使などとともに民主党菅内閣による異例の抜てきと評されている。
韓国大使在任中の2012年8月には、李明博大統領が竹島上陸を行ない、大使召還も検討され一時帰国した。また韓国政府と連絡をとれず、外務大臣のリーダーシップが届いていなかったことが、参議院予算委員会で問題とされ、同年丹羽駐中国大使などともに退任した。
2015年5月のインタビューでは、大使在任中の李明博大統領の竹島上陸などで日韓関係は一気に冷え込んだとし、「せっかく張り切って日韓新時代を築こうと思って着任したのに、日韓関係を悪化させたまま帰国することになり、じくじたる思いがあった」と振り返り、「今まで通りでは日韓関係は良くならない。ルールを変えて韓国の反日はもうやめてもらわないといけない」と主張した。
2018年10月、韓国の反日と中国の反日の差について、中国による反日は中国政府の指導下にあって国益の下で行われるのに対して、韓国の反日は国益毀損しようとも感情最優先で行われる、どこまで理性的な判断が働いているか不明なレベルと述べている。
2021年3月、文在寅政権の韓国との外交関係までもが門を閉じた状況において、次にアメリカが韓国を見放す場合、日本にとっても安全保障上きわめて大きな危険が迫ってくることを説明している。

## 経歴
- 1972年 - 横浜国立大学経済学部卒業、外務省入省、朝鮮語研修
- 1975年 - ハーバード大学大学院修了、在大韓民国日本国大使館在勤
- 1976年 - 在大韓民国日本国大使館二等書記官
- 1984年 - 国際連合日本政府代表部一等書記官
- 1987年 - 在大韓民国日本国大使館一等書記官
- 1989年 - 在大韓民国日本国大使館参事官
- 1989年 - 外務大臣官房領事移住部旅券課企画官
- 1989年 - 外務大臣官房領事移住部外国人課長
- 1991年 - 外務大臣官房文化交流部文化第一課長
- 1991年 - 外務省アジア局[9]北東アジア課長
- 1993年 - 在大韓民国日本国大使館参事官
- 1996年 - 在連合王国日本大使館公使
- 1998年 - 外務大臣官房外務参事官兼外務大臣官房文化交流部参事官
- 1999年 - 外務大臣官房審議官兼外務大臣官房文化交流部審議官
- 2000年 - 在オーストラリア日本大使館公使
- 2002年 - 在ホノルル総領事
- 2005年 - 在大韓民国日本国大使館特命全権公使
- 2007年 - 在クウェート特命全権大使[10]
- 2010年 - 在大韓民国特命全権大使
- 2012年 - 東西大学校国際学部特任教授[11]
- 2013年1月1日 - 三菱重工業株式会社顧問[2]（2017年末退任）[3]
- 2013年 - 韓国政府から修好勲章光化章を授与[12]
- 2023年 - 秋の叙勲で瑞宝重光章受章[13]

## 同期
- 天野之弥（09年国際原子力機関事務局長・05年在ウィーン国際機関日本政府代表部大使）
- 小松一郎（13年内閣法制局長官・11年駐フランス大使・08年駐スイス大使・05年外務省国際法局長・03年外務省欧州局長）
- 小島誠二（12年関西担当大使・10年駐タイ大使・09年儀典長・08年科学技術協力担当大使・06年駐パキスタン大使）
- 神余隆博（12年関西学院大学副学長・08年駐ドイツ大使・06年国連大使（次席））
- 高橋文明（09年駐スペイン大使・03年駐カンボジア大使）
- 野本佳夫（08年駐スロバキア大使）
- 石栗勉（京都外国語大学教授・国連アジア太平洋平和軍縮センター所長）
- 石川薫（日本国際フォーラム研究本部長・10年駐カナダ大使・07年駐エジプト大使・05年外務省経済局長）
- 伊藤誠（10年駐ブルガリア大使・06年駐タンザニア大使）
- 近藤誠一（10年文化庁長官・08年駐デンマーク大使・06年ユネスコ大使）
- 橋広治（10年駐パプアニューギニア大使）
- 峯村保雄（11年駐エルサルバドル大使）
- 肥塚隆（13年迎賓館長・10年駐オランダ大使・07年宮内庁式部副長・04年駐ホンジュラス大使）
- 山口英一（10年駐バチカン大使・07年駐コスタリカ大使）
- 横田順子（10年駐ラオス大使）
- 佐藤英夫（11年駐イスラエル大使・09年駐バーレーン大使・08年駐アフガニスタン大使）
- 二階尚人（14年駐チリ大使・11年駐ガーナ大使）
- 松原昭（12年駐マリ大使）
- 荒木喜代志（11年駐トルコ大使・09年COP10担当大使・08年国際テロ対策担当大使）

## 著作

### 単著
- 『日韓対立の真相』悟空出版、2015年5月。
- 『日本大使が徹底分析　韓国の大誤算』悟空出版、2016年4月。
- 『韓国人に生まれなくてよかった』悟空出版、2017年6月。
- 『文在寅という災厄』悟空出版、2019年7月。
- 『文在寅の謀略：すべて見抜いた！』悟空出版、2020年3月。
- 『さまよえる韓国人』ワック、2021年12月。

### 共著
- 辺真一、武藤正敏『真っ赤な韓国　金正恩に操られる親北政権の絶望的な内幕』宝島社、2018年5月。
- 李相哲、武藤正敏『「反日・親北」の韓国はや制裁対象！』ワック〈WAC BUNKO B-296〉、2019年5月。
- 武藤正敏、勝又壽良、別冊宝島編集部『文在寅の韓国　嘘と誤解を読み解く50の数字』宝島社、2019年11月。

### 記事
- 鈴木敏郎、小川正二、武藤正敏ほか「我が国の対中東政策及びカントリーレポート」『中東協力センターニュース』第34号、中東協力センター、2009年、73-123頁、ISSN 0285-0923。
- 武藤正敏「大使の見たままに クウェートにおける新たなビジネス機会」『中東研究』2010・11(2) (通号 509)、中東調査会、2010年10月、3-5頁、ISSN 0910-5867。
- 武藤正敏「特別寄稿」『日韓経済協会協会報』第478号、日韓経済協会、2012年11月、2-4頁、ISSN 1343-5124。
- 武藤正敏「論苑 新政権の韓国と日韓関係」『日本貿易会月報』第712号、日本貿易会、2013年3月、36-39頁、ISSN 0385-0471。
- 武藤正敏「前駐韓日本大使・武藤正敏氏 独占120分 悪いのは日本か、韓国か、はっきり言おう」『週刊現代』第57巻(22)2807、講談社、2015年6月20日、56-59頁。
- 前川祐補、武藤正敏「国民感情の清算が不可欠だ　インタビュー」『ニューズウィーク』第30巻(26)1454、CCCメディアハウス、2015年7月7日、36-37頁、ISSN 0912-2001。
- 黒田勝弘、武藤正敏「前駐韓大使がここまで語った 韓国への諫言」『正論』第523号、産経新聞社、2015年7月、114-125頁、ISSN 0285-0923。
- 武藤正敏「論苑 日韓関係の課題と展望　対立を乗り越えて」『日本貿易会月報』第739号、日本貿易会、2015年9月、48-51頁、ISSN 0385-0471。
- 丹羽宇一郎、武藤正敏「中韓前大使 反日国家との攻防戦」『文藝春秋』第93巻第11号、文藝春秋、2015年10月、166-175頁。
- 武藤正敏「韓国との賢い付き合い方　対日感情はけっして悪くない。国民感情の噴出を抑えられるのは大統領だけ」『Voice』第456号、PHP研究所、2015年12月、78-85頁、ISSN 0387-3552。
- 宮本雄二、武藤正敏「中国×韓国大使対談 変わり始めた中国の姿勢 韓国も反日ではいられない」『週刊ダイヤモンド』第104巻(1)4611、ダイヤモンド社、2015.12.26-2016.1.2、86-87頁。
- 遠藤誉、武藤正敏「「中国封じ込め」で安倍外交完勝　緊急対談」『WiLL』第135号、ワック、2016年3月、40-52頁。
- 武藤正敏「韓国は日本や米国との関係を見直そうとしている」『日本戦略研究フォーラム季報 ＝ JFSS quarterly report』(68)(増刊)、日本戦略研究フォーラム、2016年4月、14-18頁。
- 武藤正敏「独占 前駐韓大使 武藤正敏氏 インタビュー 朴槿恵はまもなく習近平と決別する」『週刊現代』第58巻(15)2845、講談社、2016年4月30日、166-169頁。
- 武藤正敏「慰安婦合意と北朝鮮問題を踏まえた韓国の対日、米、中国関係(日韓関係を中心に)」『日経研月報』第456号、日本経済研究所、2016年6月、4-11頁。
- 武藤正敏「我が国の対中東政策及びカントリーレポート」『中東協力センターニュース』第34号、中東協力センター、2016年6月、73-123頁。
- 武藤正敏「韓国 慰安婦問題を蒸し返させるな」『文藝春秋』第95巻第1号、文藝春秋、2017年1月、286-290頁。
- 武藤正敏「反日無罪という病」『WiLL』第146号、ワック、2017年2月、82-91頁。
- 武藤正敏「ダイヤモンド・オンライン発 北の脅威下での韓国大統領選、「文」なら存亡の危機を迎える」『週刊ダイヤモンド』第105巻(17)4677、ダイヤモンド社、2017.4.29-5.6、103-102頁。
- 西岡力、髙英起、田原総一朗ほか「緊急座談会 絶望の朝鮮半島 北の暴発、南の反日」『文藝春秋』第95巻第5号、文藝春秋、2017年5月、104-114頁。
- 武藤正敏「3週連続のミサイル発射 北朝鮮が嗅ぎ取った米韓の変化」『週刊ダイヤモンド』第105巻(22)4682、ダイヤモンド社、2017年6月10日、12-13頁。
- 百田尚樹、武藤正敏「経済制裁、是か非か大闘論」花田紀凱 編『韓国という病』飛鳥新社〈『月刊Hanada』セレクション〉、2019年9月13日。
- 武藤正敏「『NO文在寅』を叫ぶとき」Voice編集部 編『韓国問題の新常識』PHP研究所〈PHP新書〉、2020年10月。
- 高山正之、武藤正敏「安倍外交の勝利　中・韓の押しは許さない」『WiLL』第191号、ワック、2020年11月。